# Disestèsia
Disestèsia significa "sensació anormal". La seva etimologia prové de la paraula grega "dys", que significa "no normal" i "aesthesis", que significa "sensació" (sensació anormal). Es defineix com un sentit del tacte desagradable i anormal. Sovint es presenta com a dolor, però també es pot presentar com una sensació inadequada, però no molesta. Es produeix per lesions del sistema nerviós perifèric o central, i implica sensacions, ja siguin espontànies o evocades, com ara cremor, humitat, picor, descàrrega elèctrica i agulles. La disestèsia pot incloure sensacions en qualsevol teixit corporal, incloses la majoria de vegades la boca, el cuir cabellut, la pell o les cames.
De vegades es descriu com sentir-se àcid sota la pell. La disestèsia ardent pot reflectir amb precisió un estat acidòtic a les sinapsis i a l'espai perineural. Alguns canals iònics s'obriran a un pH baix i s'ha demostrat que el canal iònic sensible a l'àcid s'obre a temperatura corporal, en un model de dolor per lesió nerviosa. També s'ha implicat un tret inadequat i espontani als receptors del dolor com a causa de disestèsia.
Les persones amb disestèsia poden quedar incapacitades pel dolor, tot i no haver-hi danys aparents a la pell ni a cap altre teixit. Els pacients amb disestèsia també solen tenir trastorns psicològics.